# 佐藤鉄男
佐藤 鉄男（さとう てつお、1955年 - ）は、日本の法学者。法学博士（東京大学）。専門は民事訴訟法・破産法。中央大学教授。北海道常呂郡留辺蘂町生まれ。

## 来歴
- 函館ラ・サール高等学校卒
- 1980年（昭和55年）中央大学法学部法律学科卒
- 1982年（昭和57年）法政大学大学院法学研究科修士課程修了（指導教授：霜島甲一）
- 1986年（昭和61年）東京大学大学院法学政治学研究科博士課程修了（指導教授：新堂幸司）
- 同年、北海道大学法学部助教授
- 1995年同志社大学法学部助教授
- 1996年（平成8年）同法学部教授
- 2008年（平成20年）中央大学法科大学院教授。

## 研究
会社の倒産処理と取締役の責任や銀行による倒産処理手続きを研究

## 主要著書
- 『取締役倒産責任論』（信山社出版、1991年）
- （吉野正三郎・渡部保夫ほか共著）『テキストブック現代司法』（日本評論社、2009年第5版、1992年初版）
- （石黒一憲・弥永真生ほか共著）『国際金融倒産』（経済法令研究会、1995年）
- 『ゼミナール破産法』（法学書院、1998年）
- （園尾隆司ほか共著、山本和彦・小林秀之共編）『解説・個人再生手続』（弘文堂、2001年）
- （和田吉弘・日比野泰久・川嶋四郎・松村和德との共著）『民事手続法入門』（有斐閣、2012年第4版、2002年初版）
- 中島弘雅と共著『現代倒産手続法』（有斐閣、2013年）